# Vogelparade
Vogelparade is een meerdelig artistiek kunstwerk in Amsterdam-Zuidoost.
Ko Aarts en Guido Vlottes lieten zich inspireren door zangvogelliefhebbers, in de wijk Surinaamse vogelmannen genoemd. Zij hielden in het Bijlmerpark wedstrijden welk vogeltje de meeste zangklanken kon voortbrengen; er wordt/werd druk bij gewed. Aarts en Vlottes kwamen in 1997 met een werk van staal en trespa. Het kunstwerk staat opgesteld ter hoogte van en onder de Boy Edgarbrug (brug 1064) daar waar het Bijlmerplein onder de Hoogoorddreef doorgaat.
Het stalen deel staat opgesteld in het talud van genoemde dreef. Het bestaat uit achttien lege vogelkooitjes. Vogels zijn daar niet te zien. Deze blijken bij nadere beschouwing te zijn gevlucht en zitten, weergegeven in trespa, boven de landhoofden van de Boy Edgarbrug, net onder de betonnen overspanning.

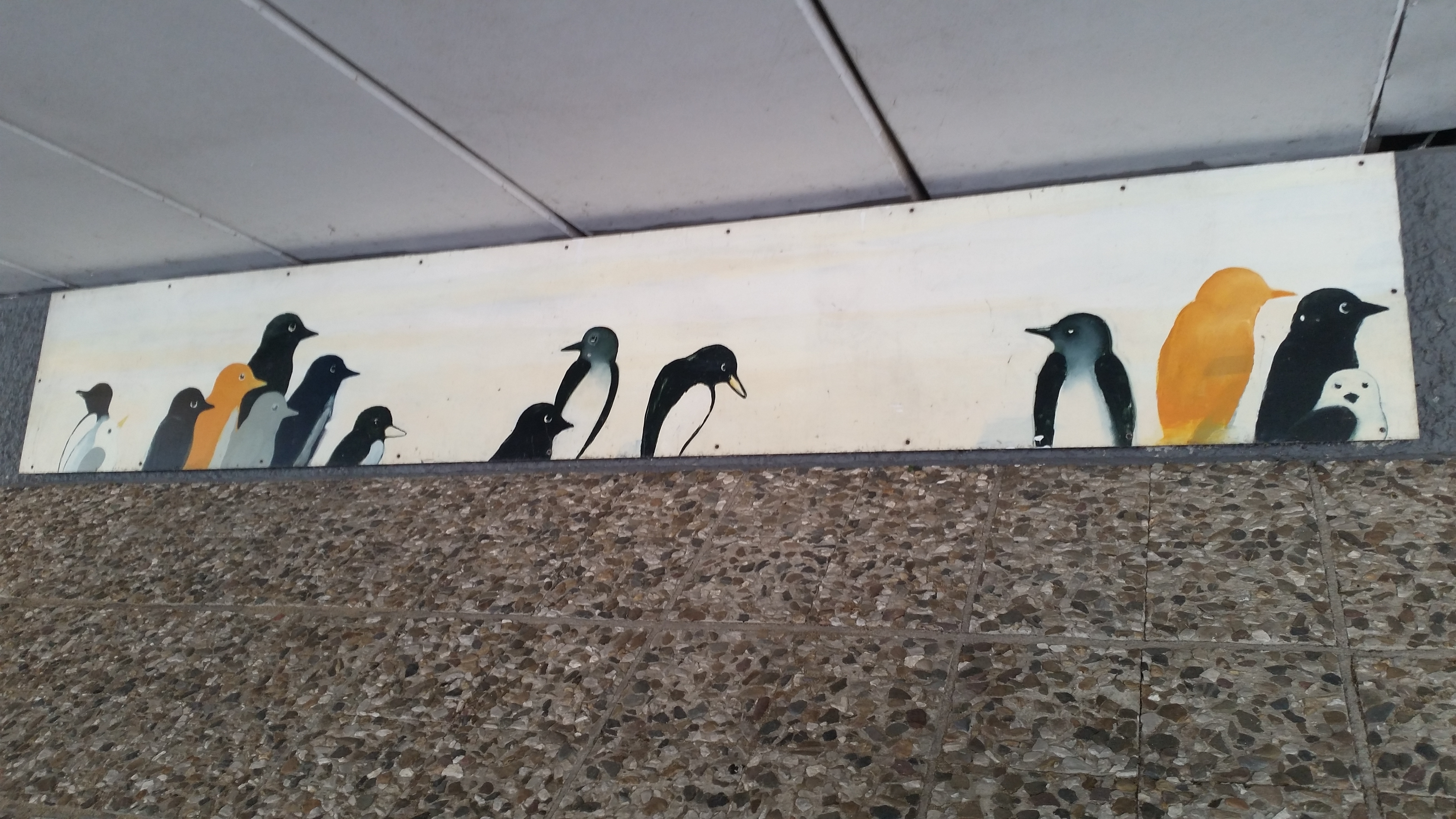
De vogels (juli 2020)